# Río Opón
Río Opón är en flod  i Colombia.   Det ligger i departementet Santander, i den centrala delen av landet, 260 km norr om huvudstaden Bogotá och mynnar ut i Magdalenafloden.